# 天津路街道 (洛阳市)
天津路街道，是中华人民共和国河南省洛陽市涧西区下辖的一个乡镇级行政单位。

## 行政区划
天津路街道下辖以下地区：
天津路厂前一社区、天津路厂前二社区、厂北社区、电厂新村社区和中侨绿城社区。